# Parabopyrella essingtoni
Parabopyrella essingtoni är en kräftdjursart som först beskrevs av M. Bourdon och Bruce 1983.  Parabopyrella essingtoni ingår i släktet Parabopyrella och familjen Bopyridae. Inga underarter finns listade i Catalogue of Life.